# Svatá Soteris
Svatá Soteris (3. století? - 304? Řím) byla křesťanská panna a mučednice, která byla za svou víru usmrcena na počátku 4. století, patrně roku 304. V římskokatolické církvi je její svátek uctíván 11. února a ve východní pravoslavné církvi 10. února.

## Hagiografie
Soteris byla údajně velmi krásná žena, která se oblékala skromně a své panenství zasvětila Kristu. V mládí během pronásledování křesťanů za vlády císaře Decia byla za svou víru zatčena a mučena. Když byla propuštěna, vrátila se ke své víře a životu zasvěcenému Kristu, nakonec byla sťata při pronásledování křesťanů za vlády císaře Diokleciána. Podle díla De virginibus a Exhortatio virginis svatého Ambrože byla jeho příbuznou, proto o ní ve svých dílech psal.
Její ostatky byly pohřbeny v Kalixtových katakombách u via Appia za hranicemi města Říma, kde byly uloženy také ostatky svaté Cecílie a mnoha dalších mučedníků.